# Silberstein-Affäre
Die Silberstein-Affäre (auch Affäre Silberstein oder Silberstein-Skandal) war eine politische Affäre in der Schlussphase des Wahlkampfes zur Nationalratswahl in Österreich 2017. Der von der Sozialdemokratischen Partei Österreichs (SPÖ) engagierte Politikberater Tal Silberstein, der von der SPÖ seit 2001 mehrfach als Berater für Wahlkämpfe beschäftigt wurde, hatte mit einem Team des Wahlkampfbüros „Dirty Campaigning“ betrieben, was zwei Wochen vor dem Wahltermin durch Berichte in der Tageszeitung Die Presse und dem Wochenmagazin profil bekannt wurde. 
Die Kampagne richtete sich im Wesentlichen gegen Sebastian Kurz, der am 14. Mai 2017 die Parteiführung der Österreichischen Volkspartei (ÖVP) übernommen hatte. Sie wurde vorwiegend unter falscher Urheberschaft über anonyme Facebook-Seiten geführt, die anfangs irrtümlich dem Nahbereich der Freiheitlichen Partei Österreichs (FPÖ) zugeordnet wurden.
Nach Silbersteins Festnahme am 14. August in Israel wegen des Verdachts der Bestechung, Urkundenfälschung und Geldwäsche und der darauffolgenden Auflösung seines Vertrages mit der SPÖ tauchten wenig später erste SPÖ-Wahlkampfunterlagen aus seinem Umfeld in den Medien auf. Die Affäre wurde Mitte September durch weitere umfangreiche, an Die Presse und profil geleakte Unterlagen aus der SPÖ-Parteizentrale intensiviert. Bis zur Wahl am 15. Oktober war die SPÖ zu zahlreichen Dementis gezwungen, die durch die beiden Medien kurz darauf widerlegt wurden und so den öffentlichen Diskurs am Laufen hielten. Die mediale Berichterstattung überschattete den Wahlkampf und drängte Sachthemen weitgehend in den Hintergrund.
Bei der Wahl überholte die ÖVP die SPÖ mit deutlichem Abstand und wurde stimmenstärkste Partei. Die SPÖ hielt ihren Stimmenanteil aus der Nationalratswahl 2013 und landete als Zweite knapp vor der FPÖ, die ebenfalls deutlich zulegte.

## Vorgeschichte
Am 5. Oktober 2016 wurde bekannt, dass Bundeskanzler und SPÖ-Parteiobmann Christian Kern den für Negativkampagnen bekannten Tal Silberstein für eine allfällig vorgezogene Nationalratswahl im Jahr 2017 engagierte. Dies erfolgte auf eine Empfehlung des Ex-Bundeskanzlers Alfred Gusenbauer (SPÖ), der mit Silberstein in geschäftlicher und freundschaftlicher Verbindung stand. Silberstein wurde eine entscheidende Rolle bei der Nationalratswahl 2006 und dem Sturz des damaligen Bundeskanzlers Wolfgang Schüssel zugerechnet, der über einen fingierten Leserbrief beschuldigt wurde, eine Pflegerin illegal beschäftigt zu haben. Damals wurde mit dem Kanzlerkandidaten Gusenbauer eine Negativkampagne gegen die ÖVP und Schüssel über ein Jahr lang gezielt geplant. Außerdem konnte er im Herbst 2016 die SPÖ-Führung mit seiner Vorhersage zum Ausgang der wiederholten Stichwahl zur Bundespräsidentenwahl 2016 beeindrucken.
2016 stand die Koalitionsregierung zwischen SPÖ und ÖVP wegen häufiger Blockaden untereinander in der Kritik. Nachdem jedoch bei der Bundespräsidentenwahl 2016 mehrere Wahldurchgänge notwendig waren, sprachen sich Studien zufolge zwei Drittel der wahlmüden Österreicher gegen vorgezogene Nationalratswahlen aus. Sämtliche Studien verwiesen auch auf die auf „enorm hohem Niveau liegenden Beliebtheitswerte“ von Außenminister Sebastian Kurz, der auf dem Vertrauensindex vor allen anderen Regierungspolitikern „Traumwerte“ erreichte (siehe auch: ÖVP-Korruptionsaffäre).
Für die SPÖ machte es somit einen Unterschied, ob die ÖVP mit Kurz oder mit dem parteiintern unter Druck geratenen Vizekanzler Reinhold Mitterlehner in die nächste Nationalratswahl gehen würde. Hätte Mitterlehner die Wahl bestritten, könnte die SPÖ den üblichen bewährten Wahlkampf führen: „Wir, die Guten, gegen die rassistischen blauen Europa-Feinde“. Mit Kurz würde der SPÖ „kein denunzierbarer Blauer“ gegenüberstehen.
Silberstein beschreibt die Methode des Dirty Campaignings selbst in der US-Dokumentation Our Brand Is Crisis (2005) zur Präsidentschaftswahl in Bolivien 2002 gegen einen untadeligen politischen Gegner, dem sich die Wählergunst zuwendet: „Wir müssen die Dynamik ändern. Wir müssen Negativkampagnen gegen ihn starten. Wir müssen ihn von einem sauberen in einen schmutzigen Kandidaten verwandeln.“ Dies soll außerhalb der Parteien geschehen und man darf sich nicht erwischen lassen.

## Verlauf

### Nachforschungen über Sebastian Kurz
Kurz berichtete am 4. September 2016 im ÖVP-Parteivorstand, von „Silberstein und Co.“ ausspioniert zu werden. Anfang Jänner 2017 behauptete die ÖVP, die SPÖ führe Nachforschungen zu seiner Vergangenheit durch. Innenminister Wolfgang Sobotka (ÖVP) unterstrich die Vorwürfe, die SPÖ solle sagen, wenn sie Neuwahlen möchte. „Dirty Campaigning wird ja üblicherweise nicht im Wahlkampf betrieben, sondern vor dem Beginn des eigentlichen Wahlkampfs“. Beweise habe man aber keine. Vizekanzler Mitterlehner widersprach, er glaube nicht, dass sich die SPÖ auf Wahlen vorbereite. Von Seiten der SPÖ wurden die Nachforschungen dementiert. Kern sagte dazu, dass es unter seiner Führung so etwas nicht gebe und er es auch nicht dulden würde.

### Öffentliche Kritik an Kurz und der ÖVP
Am 19. Juli wurde auf der scheinbaren Facebook-Fan-Seite Wir für Sebastian Kurz eine Umfrage online gestellt: „Zigtausende Migranten warten in Italien darauf nach Mitteleuropa weiter zukommen, NGOs drohen die Menschen nach Österreich zu bringen. Soll Österreich sich das gefallen lassen?“
Der Generalsekretär der Wiener Caritas, Klaus Schwertner, kritisierte Kurz wegen seines doppelbödigen Auftritts auf Facebook. Mit dieser Dirty Campaigning-Seite würden Ressentiments geschürt: „Auf alle Fälle erwarte ich mir von einem Politiker, der Bundeskanzler werden will mehr Fairness und Respekt gegenüber den tausenden ehrenamtlichen Helferinnen und Helfern. Wer Österreich liebt, spaltet es nicht.“ Weiter verglich er die Seite mit Wir unterstützen Norbert Hofer, die im Bundespräsidentenwahlkampf 2016 vorgab, den FPÖ-Präsidentschaftskandidaten zu unterstützen. Dort wurde das Gerücht gestreut, die Caritas verteile Gratis-Smartphones an Flüchtlinge. Peter L. Eppinger, Sprecher der ÖVP, erklärte, seine Partei habe nichts mit der vorgeblichen Kurz-Fan-Seite zu tun, und man habe bereits die Löschung beantragt.
Unter Berufung auf ungenannte „Social-Media-Experten“ beklagte die ÖVP, die SPÖ habe, seit Kurz Parteiobmann und Spitzenkandidat der Partei wurde, rund 100.000 Euro pro Monat für „Anti-Kurz-Kampagnen“ in sozialen Netzwerken ausgegeben. Man bezog sich dabei auf negative Artikel im Blog kontrast.at des SPÖ-Parlamentsklubs, auf der SPÖ-nahen Seite politiknews.at oder die Kosten für die Anti-Kurz-Plattform kurz-nachgerechnet.at. ÖVP-Generalsekretärin Elisabeth Köstinger kritisierte, dass mit Silberstein der schlechte Wahlkampfstil der USA importiert werde.
Am 3. August äußerte die ÖVP erneut den Verdacht, dass die SPÖ hinter der Facebook-Seite Wir für Sebastian Kurz stünde, da sich die ehemalige ÖH-Generalsekretärin (VSStÖ) und Mitarbeiterin der ehemaligen Wiener Stadträtin Sonja Wehsely (SPÖ), die Juristin Vanessa Schwärzler, die gleichnamige Domain sichern hatte lassen. Diese ging nicht in Betrieb.

### Wechsel in der Wahlkampfleitung der SPÖ
Am 27. Juli 2017 trat der seit Anfang Juni für die SPÖ tätige Wahlkampfmanager Stefan Sengl aus privaten Gründen zurück, wobei im Raum stand, dass es zwischen Sengl, Silberstein und SPÖ-Bundesgeschäftsführer und Wahlkampfleiter Georg Niedermühlbichler Unstimmigkeiten in der Ausrichtung der Wahlkampfstrategie gab. Johannes Vetter folgte Sengl als Teil der Spitze des Wahlkampfteams. Niedermühlbichler versicherte in diesem Zusammenhang, dass Silberstein nur für die Auswertung von Umfragen und strategische Empfehlungen zuständig wäre.

### Festnahme Silbersteins in Israel
Am 14. August 2017 wurde Silberstein in Israel wegen Verdachts auf Geldwäsche, Untreue und Behinderung der Justiz festgenommen, woraufhin die SPÖ seinen Vertrag kündigte. Kern erklärte, man habe Anfang des Jahres Silbersteins private Geschäfte überprüfen lassen, es habe aber keine ausreichenden Anhaltspunkte gegeben. Mit den neuen Vorwürfen konfrontiert, habe man nun die Zusammenarbeit beendet, wobei Kern es als Fehler bezeichnete, das nicht schon früher getan zu haben. Nach dem Abgang von Silberstein übernahm der SPÖ-Wahlkampfmanager Paul Pöchhacker dessen Agenden was von ÖVP und FPÖ kritisiert wurde.
Finanzminister Hans Jörg Schelling (ÖVP) verdächtigte die SPÖ unter Hinweis auf nicht benannte Medienberichte, wonach Silberstein bereits früher in Israel vorgeworfen worden sei Wahlspenden über dubiose Vereine organisiert zu haben, dies nun auch im laufenden Wahlkampf zu praktizieren. Es würde so „bewusst das Parteienfinanzierungsgesetz umgangen“. Damit spielte er auf ein für Kern eingerichtetes Personenkomitee an, was von der SPÖ zurückgewiesen wurde. Über Silberstein sollen zur Jahrtausendwende in Israel Millionenspenden im Wahlkampf zugunsten von Ehud Barak geflossen sein. Baraks Partei wurde damals mit 7 Millionen DM Strafgeld belegt. Später beriet er Baraks Gegner Ehud Olmert, der in der Folge wegen mehrerer Korruptionsskandale zurücktreten musste und zu einer Haftstrafe verurteilt wurde.
Nach der Festnahme Silbersteins wurde dessen Team in der SPÖ-Wahlkampfzentrale in der Löwelstraße aufgelöst. In weiterer Folge wurden erste SPÖ-Wahlkampfunterlagen an diverse Medien weitergegeben.

### Anti-Kurz-Videos
Am 11. September berichtete profil, aus internen Unterlagen der Werbeagentur GGK MullenLowe zitierend, dass die Werbeagentur nicht nur die offizielle Wahlwerbung der SPÖ betreut, sondern daneben auch eine Negativkampagne gegen Kurz entwickelte. Ein von der Agentur produziertes, bewusst unprofessionell gehaltenes Video mit dem Titel Nein! wurde im Juni auf der SPÖ-nahen Internetseite politiknews.at veröffentlicht, von wo es offenbar weiterverbreitet wurde und auch auf der Facebook-Seite Die Wahrheit über Sebastian Kurz zu sehen war. In dem Video wurde mittels zusammengeschnittener Zitate unterstellt, Kurz wolle Pensionen, Mindestlohn, Bildungs- und Gesundheitsausgaben kürzen. SPÖ-Wahlkampfleiter Georg Niedermühlbichler beklagte Datendiebstahl und dass interne Daten missbräuchlich zu verwenden kein Kavaliersdelikt sei, sondern ein Verbrechen.
In den Unterlagen wurde im August ein Projekt „Negative Campaign, Buberlpartie“ erwähnt, bei dem es sich um die Produktion eines Videos handeln soll, in dem die Berater von Kurz als Buberlpartie II der sogenannten Buberlpartie gegenübergestellt werden sollten, einem Kreis enger Mitarbeiter Jörg Haiders während dessen Aufstiegs zum Parteichef der FPÖ. Ein solches Video tauchte im Internet nicht auf.
Niedermühlbichler betonte, dass die Videos nicht direkt von der SPÖ beauftragt worden sind. Vielmehr habe der mittlerweile gekündigte Silberstein Konzepte erarbeitet, um diese intern in Fokusgruppen zu testen. Die Werbeagentur äußerte sich dazu, sie habe mit der SPÖ „vertraglich vereinbart, lediglich die klassische Wahlkampagne zu entwerfen, zu produzieren und zu betreuen“, und „kein einziges Negative-Campaigning-Konzept für den externen Gebrauch konzipiert und produziert“.
In der nächsten Ausgabe berichtete profil über weitere Details. Wie aus neuen internen Unterlagen hervorginge, habe die Werbeagentur die Videos in Zusammenarbeit mit Silberstein in Form von Guerilla-Marketing entwickelt. Auch sei die Rolle Silbersteins bedeutsamer gewesen, als Kern mittlerweile öffentlich angegeben hatte. In einem Gesprächsprotokoll vom 28. Juni gebe es ein Verbot Silbersteins, an weiteren Slogans und Botschaften zu arbeiten, bevor die letzten Fokusgruppen ausgewertet sind. Die Agentur schließe sich diesbezüglich mit dem SPÖ-Kampagnenmitglied Paul Pöchhacker kurz. SPÖ-Wahlkampfleiter Niedermühlbichler bestätigte, es habe den Vorschlag gegeben „Videos für den internen Gebrauch zu produzieren, um diese in Fokusgruppen abzutesten“. Er habe die Kosten dafür nicht freigegeben, weil diese für den internen Gebrauch zu hoch gewesen seien. Es wurde nur ein Video über Silberstein produziert und weitere Ideen gestoppt.

### Facebook-Seiten
Am 30. September veröffentlichten die Journalisten Anna Thalhammer in Die Presse und Gernot Bauer im profil, jeweils über ihre Online-Portale, dass die Facebook-Seiten Wir für Sebastian Kurz und Die Wahrheit über Sebastian Kurz von Silberstein organisiert worden seien. Die beiden Seiten waren seit dem Frühsommer 2017 online und wurden auch nach der Kündigung Silbersteins im August 2017 weiter bespielt. Neben den beiden Seiten sorgte ab Ende Juli auch eine dritte Facebook-Seite, Die Wahrheit über Christian Kern, für mediale Aufmerksamkeit.
Die Seite Wir für Sebastian Kurz sollte den Eindruck erwecken, von der ÖVP selbst oder von Fans des ÖVP-Kandidaten betrieben zu werden, und durch radikalisierte Positionen liberale Wähler verschrecken. Die Seite nahm rund um den Rücktritt von Reinhold Mitterlehner ihren Betrieb auf und gewann schnell an Fahrt.
Die vorgebliche Pro-Kurz-Seite erreichte im Juli 2017 erstmals mit einer Umfrage mediale Aufmerksamkeit, ob Österreich es sich „gefallen lassen“ soll, dass NGOs angeblich drohten, „zigtausende Migranten“ aus Italien ins Land zu bringen und ob der Brennerpass geschlossen werden solle.
Die ÖVP versuchte die Seite löschen zu lassen, scheiterte jedoch. ÖVP-Generalsekretärin Elisabeth Köstinger warf der SPÖ vor, hinter der Seite zu stecken. SPÖ-Wahlkampfleiter Niedermühlbichler reagierte empört, dass dort „scharf gegen […] Christian Kern geschossen“ werde, das wäre „Dirty Campaigning, wie es im Lehrbuch steht.“ Im September, noch vor den Veröffentlichungen in profil und Die Presse, wurde Niedermühlbichler neuerlich mit dem Vorwurf konfrontiert, SPÖ-Berater Silberstein habe die beiden Seiten in Auftrag gegeben. Diesmal gab er an, man habe „den Fall hausintern genauestens prüfen lassen“ und herausgefunden, dass es einen Mitarbeiter gebe, „der um diese Website wusste“. Zugleich betonte er erneut, dass die Website „in keinster Weise“ von der SPÖ unterstützt worden sei, „gerade wo dort auch empörende Inhalte gegen unseren Spitzenkandidaten veröffentlicht werden“.
Die Seite Die Wahrheit über Sebastian Kurz suggerierte eine Urheberschaft durch politisch weit rechts stehende, FPÖ-nahe Kräfte und bediente teils rassistische, antisemitische und fremdenfeindliche Schemata. Damit sollte sowohl Kurz als auch der FPÖ geschadet werden.
Kurz wurde etwa als „Fake-Basti“ bezeichnet, in einem Quiz sollten Besucher der Seite Slogans aus dem Ikea-Katalog von seinen Aussagen unterscheiden und er wurde in Videoclips und Fotomontagen verunglimpft, beispielsweise beim Versprühen von Glyphosat auf einem Acker, als Marionette Wolfgang Schüssels oder Münchhausen auf der Kanonenkugel. In einem Foto-Morphing verwandelte sich Karl-Heinz Grasser in Kurz. Wiederholt wurde er auf der Seite als Islam-Versteher beschrieben, der für „eine neue Willkommenskultur“, ungezügelten Zuzug und die Bevorzugung von Ausländern eintrete. Der Großteil der Beiträge richtete sich gegen Migranten. In einem Posting wurden antisemitische Verschwörungstheorien zu George Soros aufgegriffen und Kurz als Teil dessen „dubiosen politischen Netzwerks“ dargestellt. In den Kommentaren zu den Beiträgen fanden sich dazu Wahlempfehlungen für die FPÖ. Aufgrund der Inhalte wurde die Seite FPÖ-nahen Kreisen zugerechnet.

### Die Wahrheit über Christian Kern
Weniger mediale Aufmerksamkeit erreichte eine geschmacklose Seite, die Bundeskanzler Kern diskreditieren sollte. Ende September hatte sie 685 „Gefällt mir“-Angaben. Inhaltlich wurde etwa der Wert der Uhr des Bundeskanzlers mit dem Jahresgehalt eines ÖBB-Mitarbeiters verglichen oder Kern in einer Fotomontage beim Onanieren dargestellt. Die Betreiber der Seite wurden später ebenfalls im Nahbereich von Silberstein vermutet. Der Medienwissenschaftler Stefan Weber bezweifelte dieselbe Autorenschaft. Kern stellte unterschwellig in den Raum, dass es sich bei den Urhebern um dieselben Personen handeln könnte, die die Anti-Kurz-Seiten betrieben haben und die später zu einer anderen Partei übergelaufen wären.

### Abschaltung der Facebook-Seiten
Am 30. September wurden die drei Facebook-Seiten unmittelbar nach neuen Online-Veröffentlichungen von Die Presse und profil, die eine Urheberschaft der SPÖ bei den beiden Kurz-Seiten nachwiesen, abgeschaltet. Am nächsten Tag trat SPÖ-Bundesgeschäftsführer und -Wahlkampfleiter Georg Niedermühlbichler zurück. Er betonte dabei, dass es keine Geldflüsse der SPÖ für das Dirty-Campainging-Team von Silberstein gab: „Wir haben diese Seiten weder beauftragt, noch finanziert oder gar betrieben.“ Die Kurz-Facebook-Seiten seien „abscheulich [und] mit demokratischen und sozialdemokratischen Werten in keinster Weise vereinbar“. Der Hauptgeschädigte sei ohnehin Christian Kern. Es sei ein Fehler gewesen, Silberstein zu engagieren. Die Grünen begrüßten den Rücktritt, forderten aber von Kern, der als Obmann die Verantwortung in der SPÖ trage, eine Erklärung: „Wie hält es die Sozialdemokratie mit dem Einsatz von Antisemitismus und Rassismus als Wahlkampfmittel?“ Für die FPÖ war Niedermühlbichler ein Bauernopfer und sie forderte den Rücktritt von Kern. Die ÖVP kommentierte die Entwicklungen nicht weiter.

### Reaktion der SPÖ
Am 1. Oktober bekräftigte Bundeskanzler Kern in einer Pressekonferenz neuerlich, dass es ein Fehler gewesen sei, Silberstein als Berater zu engagieren, und kündigte „volle Aufklärung“ an. Man werde dazu eine interne Taskforce einsetzen und als Leiter den Wirtschaftsprüfer Christoph Matznetter (SPÖ) einsetzen. Dabei solle der Berater-Vertrag mit Silberstein offengelegt werden.
Gleichzeitig wiederholte er, dass er nichts von den Dirty-Campaigning-Aktivitäten gewusst habe; dass ein SPÖ-Mitarbeiter involviert war, sei nicht akzeptabel. Er betonte, dass die Verschwörungstheorie, wonach Sebastian Kurz von George Soros finanziert werde, erst nach der Entlassung von Silberstein auf der Facebook-Seite publiziert wurde. Dazu verortete er illoyale österreichische Mitarbeiter von Silberstein, die früher für andere Parteien gearbeitet haben und die Facebook-Seiten nach der Festnahme von Silberstein auf eigene Faust weiter betrieben haben sollen. Zudem meinte Kern, dass der Ton auf der gefälschten Facebook-Seite nach der Entlassung des Silberstein-Teams rauer und antisemitischer wurde. Man werde sich rechtlich gegen jeden wehren, der der SPÖ geschadet hat.
Am nächsten Tag ersuchte man die Polizei um die Einleitung eines Verwaltungsstrafverfahrens, weil auf den Facebook-Seiten Wir für Sebastian Kurz, Die Wahrheit über Sebastian Kurz und Die Wahrheit über Christian Kern kein Impressum ausgewiesen worden war. Weiter ermächtigte man die Staatsanwaltschaft Erhebungen wegen übler Nachrede einzuleiten und in einem Schreiben an Facebook die Betreiber der inkriminierten Seiten bekanntzugeben. Wegen rassistischer und antisemitischer Inhalte der Facebook-Seiten wurde das Bundesamt für Verfassungsschutz und Terrorismusbekämpfung eingeschaltet.
In am 2. Oktober von Kanzleramtsminister Thomas Drozda (SPÖ) organisierten Interviews mit Silberstein gab dieser ebenfalls an, dass Kern nichts gewusst habe. Der von Kern genannte SPÖ-Mitarbeiter habe nur Informationen aus Umfragen und Fokusgruppen beigesteuert. Die Kronen Zeitung bezeichnete das Angebot für ein solches Interview als „erneuter dummdreister Versuch der SPÖ-Spitze, die Medien für ihre Sache zu instrumentalisieren“ und lehnte ab.
Am 3. Oktober veröffentlichten Die Presse und profil jedoch weitere SPÖ-interne Unterlagen, wonach auch nach dem Abzug von Silberstein und seines israelischen Teams ein „hochrangiger Mitarbeiter des SPÖ-Kampagnenteams“, Paul Pöchhacker, bis zuletzt über die Aktivitäten und die Fortführung der Seiten Bescheid wusste.  Pöchhacker wurde am selben Tag suspendiert.
Gegenüber dem Leiter der Taskforce (Matznetter) bestritt Pöchhacker weiter, nach der Entlassung von Silberstein an den inkriminierten Seiten beteiligt gewesen zu sein. Gemäß interner Korrespondenz hatte Pöchhacker allerdings nach der Festnahme Silbersteins den Politikberater und Silberstein-Mitarbeiter Peter Puller angewiesen, dass die Seiten vorerst online bleiben sollen, da man sonst die Verbindung zu Silberstein sofort sehen würde. Zu Beginn der Silberstein-Affäre wurde Pöchhackers Rolle noch heruntergespielt. Tatsächlich war er seit Herbst 2016 in alle Koordinierungsaktivitäten des Kanzleramts rund um Silberstein eingebunden. Die SPÖ behielt sich rechtliche Schritte gegen Pöchhacker, Puller und Silberstein vor. Die Version, Pöchhacker habe in Eigenregie gehandelt, wird von Parteiinsidern bezweifelt. Niedermühlbichler selbst soll intern über die Kampagne geplaudert haben. Die Journalistin Barbara Tóth sieht in Pöchhacker die Schlüsselperson, die „im Sinne der Partei viel früher hätte Alarm schlagen müssen.“
Im Februar 2018 erklärte die SPÖ, Pöchhacker sei einvernehmlich aus der Bundespartei ausgeschieden. Im März 2018 schloss Christian Kern namens der SPÖ einen Vertrag mit Pöchackers neu gegründeter Public-Relations-Firma ab. Im Zuge der Finanzkrise der SPÖ nach der Nationalratswahl 2019 stünde[veraltet] dieser Vertrag laut Bundesgeschäftsführer Christian Deutsch „zur Disposition“.

### Das Silberstein-Team
Die an Die Presse und das profil laufend übermittelten Unterlagen wiesen darauf hin, dass Silberstein nicht nur ein einzelner Berater war, sondern ein österreichisch-israelisches Team rund um den Politikberater Peter Puller in einem Büro in Wien aufgebaut hatte, das sich dem Dirty Campaigning widmen sollte. Puller wies seine Tätigkeit anfangs zurück. Er habe nie mit Silberstein für die SPÖ gearbeitet. Auch mit den Facebook-Seiten habe er nichts zu tun. Den Unterlagen folgend gebe es jedoch keinen Zweifel an der Arbeit von Puller. Gemeinsam mit Silberstein und dem SPÖ-Verbindungsmann Paul Pöchhacker soll er die Kampagne umgesetzt haben. Puller stellte am 7. Oktober im Interview mit der Zeitung Der Standard klar, er habe behauptet, nicht für die SPÖ gearbeitet zu haben, weil Silberstein sein Vertragspartner gewesen sei. In der Zusammenarbeit sei er „in die strategische Planung und Analyse involviert“ gewesen, jedoch nicht für die „operative Bespielung der Seiten“. Bundeskanzler Christian Kern bezeichnete Puller hingegen noch am 5. Oktober als „einen Mitarbeiter unseres Teams“.
Eine in der SPÖ gut vernetzte und anonym gebliebene Frau, die als zentrales Mitglied der geheimen Silberstein-Gruppe die Facebook-Seiten betreute und die Inhalte online stellte, wurde 2018 als SPÖ-Gastmitglied aufgenommen.
Zusätzlich beauftragte externe Berater waren Moshe Klughaft, der wegen seiner Methoden gegen politische Gegner mit Julius Streicher verglichen wurde, und Sefi Shaked. Die beiden gelten als Spezialisten für Neue Medien und bedienten sich im Wahlkampf zur Parlamentswahl in Rumänien 2016 politischer Botschaften, die traditionell von rechten Parteien kommen, um das Bild der später siegreichen Sozialdemokratischen Partei (PSD) zu verbessern. Weitere Berater waren Dahlia Scheindlin, Meinungsforscherin aus Tel Aviv, die Politikberater Arthur Finkelstein aus Irvington, New York und George Birnbaum aus Atlanta. Letzterer für ein Honorar in Höhe von 44.000 Euro. In den zugehörigen Mailverkehr war auch Alfred Gusenbauer eingebunden.

### Offenlegung der Vereinbarung mit Silberstein
Christoph Matznetter beauftragte zur Darstellung der Geschäftsbeziehung mit Silberstein die Wirtschaftsprüfungskanzlei Merkur Control Wirtschaftsprüfungsgesellschaft m.b.H., eine Tochter der Merkur Treuhand Steuerberatung GmbH, die von seinem Vater Otto Matznetter mitbegründet wurde und der er bis 2005 selbst angehörte. Den eigentlichen Vertrag werde man „eher nicht offenlegen“.
Am 6. Oktober veröffentlichte die SPÖ Unterlagen über die Beratertätigkeit und Honorare an Silberstein. Ein unterschriebener Vertrag konnte nicht aufgefunden werden, jedoch sei Georg Niedermühlbichler sicher, den Vertrag, der bei Silberstein in Israel vermutet wird, unterschrieben zu haben. Gefunden wurde eine unterschriebene Zusatzvereinbarung vom 28. Februar 2017, mit dem das Honorar wegen erhöhten Arbeitsaufwands um 180.000 Euro aufgebessert wurde. Vorgelegt wurde ein als „Vertrag“ bezeichnetes Angebot vom 1. Jänner 2017 von Silbersteins, gemeinsam mit Stan Greenberg, James Carville und Bob Shrums 1999 gegründeten und im Februar 2017 aufgelösten Firma GCS International (2010) Ltd., Israel, sowie weitere Unterlagen und Rechnungen. In den Vereinbarungen vorgesehen waren Honorare über insgesamt 536.000 Euro, wovon die SPÖ 131.000 Euro zurückverlangen möchte. Passagen wie Gerichtsstand oder Kündigungsmodalitäten fehlen ebenso wie eine Beauftragung zum Dirty Campaigning. 40.000 Euro wurden an Silberstein für Beratungsleistungen der SPÖ Niederösterreich für den Wahlkampf zur Landtagswahl 2018 überwiesen, woraufhin die ÖVP vermutete, Silberstein wäre auch an Dirty-Campaigning-Aktionen in Niederösterreich beteiligt gewesen.

### Informationen an die Presse
Von wem die den Enthüllungen zugrundeliegenden SPÖ-internen Unterlagen an das Magazin profil und der Tageszeitung Die Presse übermittelt wurden, welcher Art sie waren und ob ein Zusammenhang mit einem bereits davor der Tageszeitung Österreich zugespielten älteren „Psychogramm“ aus dem Umfeld der SPÖ bestanden, ist nicht bekannt.
Aus dem Umfeld der SPÖ wurde eine Übersetzerin, die für Silberstein Übersetzung aus dem Deutschen ins Englische angefertigt hatte, verdächtigt, Interna an ÖVP-nahe Kreise weitergegeben zu haben. Anfang Oktober setzte Rudolf Fußi, der zuvor als Redenschreiber für Kern tätig gewesen war, die ehemalige Mitarbeiterin über WhatsApp unter Druck. Über Facebook bot er 30.000 Euro für Informationen, die zur Ausforschung des Informanten führen sollten. SPÖ-Bundesgeschäftsführerin Andrea Brunner erklärte, man sei „entsetzt über die Methoden“ und „Einschüchterungsversuche seien keinesfalls im Sinne der Partei“. Im von der Staatsanwaltschaft daraufhin angestrengten Prozess wegen des Verdachts auf Nötigung wurde Fußi im Oktober 2018 freigesprochen.
Die Politikberaterin und ehemalige Pressesprecherin und Strategieberaterin von Wolfgang Schüssel, Heidi Glück, meinte im Report Spezial des ORF, „wenn die ÖVP Informationen bekommt über Interna des SPÖ-Wahlkampfs, was soll sie machen, außer dass sie sie Journalisten erzählt, oder, dass sie sie verbreitet?“

## Strategie, Reichweite und Kosten
Die Strategie hinter den Facebook-Seiten, Bildern und Videos war, jene, die mit Kurz sympathisieren, abzuschrecken, andererseits der FPÖ die Gestaltung der Seiten unterzuschieben, weil sich Dirty Campaigning beim Wähler immer negativ auf den Absender auswirkt.
Das Anti-Kurz Video Nein! hatte bis 27. August eine Medienreichweite von 700.000 Zugriffen und Tausende Likes. Die Anti-Kurz-Fanpage wurde rund 15.000 mal abonniert, mit gesponserten Postings wurden jedoch teils mehrere Hunderttausend Nutzer in Österreich erreicht.
In von der SPÖ organisierten Interviews gab Silberstein an, dass er aus seinem Honorar von 536.000 Euro ohne Wissen von Bundeskanzler Kern und der SPÖ unter 100.000 Euro für die Facebook-Seiten verwendet hatte. Bezahlt wurde mit Prepaid-Kreditkarten.

## Behördliche Ermittlungen
Ende Oktober 2017 forschte die Staatsanwaltschaft Peter Puller als Administrator der Facebook-Seiten Wir für Sebastian Kurz und Die Wahrheit über Sebastian Kurz aus. Ebenfalls ausgeforscht wurde der Betreiber von Die Wahrheit über Christian Kern, ein ehemaliger ÖVP- beziehungsweise ÖAAB-Funktionär, der aus Verärgerung, „dass im Wahlkampf alle anderen Spitzenkandidaten ihr Fett abbekamen, nur SPÖ-Chef Christian Kern nicht“, die Seite seit Ende Juli betrieben hatte. Er schätzte die Kosten für von ihm geschaltete Werbung auf 30 bis 40, und einmalig auf 150 Euro. Die SPÖ schätzte die Kosten auf bis zu 100.000 Euro.

## Reaktionen
Yussi Pick, ehemaliger Mitarbeiter in Hillary Clintons Online-Team und ehemaliges Mitglied des Sektion 8 der SPÖ, zog im Zusammenhang mit dem Kurz-Video Nein! die Grenze zwischen Negative- und Dirty-Campaigning dort, „[W]wo man dem politischen Gegner Dinge in den Mund legt, die er so nicht gesagt hat oder verkürzt zusammenstellt und anders darstellt […]“. Der Politikwissenschaftler Peter Hajek bezeichnete die Affäre als Super-GAU, Politikberater Thomas Hofer den Schaden für die SPÖ als maximal. Der Chef des Meinungsforschungsinstitutes OGM, Wolfgang Bachmayer, stellte die Frage: „Kann jemand, der selbst nicht in der Lage ist, einen ordentlichen Wahlkampf zu führen, kann so jemand ein Land führen?“ Und es entstünde der Eindruck, „Kern habe seine Partei nicht im Griff.“ Der Politikwissenschaftler Peter Filzmaier dazu: „Was ist schlimmer: Man beauftragt jemanden mit Hunderttausenden Euros und hat keine Ahnung, was der macht, oder man wusste es? Beides ist gleichermaßen desaströs.“ Die Politikwissenschaftlerin Natascha Strobl befand, die ÖVP unter Kurz habe „den Vorfall über die Maßen aufgebauscht“. Am Ende sei „gar nicht mehr der konkrete Skandal im Fokus [gestanden], sondern ‚Silberstein‘ war zum Synonym für eine verkommene, verdorbene und zerstörerische Sozialdemokratie geworden, der alles zuzutrauen sei“.
Caritas-Generalsekretär Klaus Schwertner entschuldigte sich gegenüber der ÖVP, er sei wie viele andere getäuscht worden. Caritas-Präsident Michael Landau kritisierte die Täuschung ebenfalls.
Stefan Sengl bemängelte die Rechtfertigung von (u. a.) Peter Puller, der sich als Dienstleiter dazu gezwungen sah, die Wünsche seines Auftraggebers zu erfüllen. „Zur professionellen Verantwortung eines Kommunikationsberaters gehört, Aufträge abzulehnen, die ethisch unvertretbar sind.“ Weiter verwies er auf die Richtlinien des vom Public Relations Verband Austria gegründeten PR-Ethik-Rats. Der PR-Ethik-Rat wiederum stellte fest, dass es unzulässig sei, die Verantwortung für Täuschungsversuche in der Online-Kommunikation auf Auftragnehmer zu verschieben. Die Medienanwältin Maria Windhager empfahl bei fehlendem Impressum von Online-Auftritten eine Anzeige bei den Bezirksverwaltungsbehörden.

### Antisemitismus-Vorwürfe
Dem profil wurde nach der Festnahme Silbersteins wegen der Verwendung seines Bildes auf dem Cover mit dem Titel „Das Geheimnis des Herrn Silberstein“ Antisemitismus vorgeworfen. Später sagte Sebastian Kurz, dass die kommende Wahl auch eine Volksabstimmung darüber sei, ob „wir die Silbersteins in Österreich wollen“, und Peter Pilz von der gleichnamigen Wahlliste äußerte, wenn „wir Österreich Silberstein-frei machen wollen“, bräuchte es klare Strafbestimmungen und Gefängnisstrafen. Der ORF-Moderator Armin Wolf hielt Pilz dafür ein nationalsozialistisches Transparent mit der Aufschrift „Diese Stadt ist judenfrei“ über Twitter vor. Die Sprachwissenschaftlerin Ruth Wodak warnte vor „einem gefährlichen Spiel mit jüdischen Namen“; der österreichisch-israelische Autor und Historiker Doron Rabinovici warf Kurz ein „vollkommen unverantwortliches Spiel“ mit antisemitischen Stereotypen vor.
Im Zuge der Ibiza-Affäre (2019) stellte Kurz in den Raum, dass Silberstein auch dahinter stecke, was als antisemitische Chiffre gewertet werden könne. Die Jüdische Allgemeine dazu: „Wer ist stets an allem schuld? Der Jud natürlich. In diesem Fall der Jude Silberstein.“ Silberstein bestritt jeden Zusammenhang. Er sei für Kurz das, was George Soros für Viktor Orbán sei. Es bestünden zwar keine Gemeinsamkeiten mit Soros, „aber wir sind zufällig beide Juden“.

### Vorwürfe an Journalisten
Nach den ersten Veröffentlichungen sahen sich Bauer und Thalhammer dem Vorwurf ausgesetzt, sich mit Informationen anfüttern zu lassen, um der SPÖ zu schaden. Bauer dazu: „Eine Anfütterung und Instrumentalisierung wäre ja nur denkbar, wenn der Journalist seinen Artikel nach den Vorstellungen des Informanten verfasst. Dies kann man für ‘Profil’ kategorisch ausschließen.“ Die Zeitschrift Falter stellte den Anspruch, die profil und Die Presse zugespielten Informationen überprüfen zu wollen, und wurde auf den Quellenschutz verwiesen. Auch Christoph Matznetter (SPÖ), der von Bundeskanzler Kern als Leiter eines Krisenstabs zur Aufklärung der Silberstein-Affäre eingesetzt wurde und in „teils aggressiven, teils erratischen Auftritten“ eine „Täter-Opfer-Umkehr betrieb“, forderte „allen Ernstes die Journalistin der Presse auf, ihre Quellen offenzulegen.“
Der Medienwissenschaftler Fritz Hausjell kritisierte, dass die Enthüllungen nicht durch journalistische Arbeit wie Recherche zustande gekommen wären. Der Datenschutzaktivist Maximilian Schrems regte indirekt eine Aufweichung des Redaktionsgeheimnisses an.

### Juristische Aufarbeitung
Anzeige gegen unbekannte Verantwortliche der SPÖ erstattete die ÖVP wegen Verstoßes gegen das Verbotsgesetz wegen Vergleichen und Verbreitung nationalsozialistischer Propaganda. Wegen unlauteren Wettbewerbs klagte die ÖVP vor dem Handelsgericht Wien die „SPÖ, Christian Kern, Georg Niedermühlbichler, Tal Silberstein, Peter Puller, Paul Pöchhacker und Robert L. wegen der Verbreitung von kreditschädigenden, beleidigenden, rassistischen, antisemitischen und verhetzenden Inhalten“. Gerald Fleischmann klagte Puller wegen übler Nachrede an.
Die SPÖ zeigte Fleischmann wegen Bestechung und Auskundschaftung eines Geschäfts- oder Betriebsgeheimnisses an und klagte ihn wegen Verletzung eines Geschäfts- oder Betriebsgeheimnisses nach dem Gesetz gegen den Unlauteren Wettbewerb. Die Staatsanwaltschaft stellte das Verfahren wegen fehlenden gerichtlich strafbaren Verhaltens ein, was von Christoph Matznetter kritisiert wurde. Christian Kern klagte „Unbekannt“ wegen übler Nachrede und Beleidigung wegen der auf den drei Facebook-Seiten erschienenen Postings.
Im Jänner 2018 bot die ÖVP „ewiges Ruhen“ der zivilrechtlichen Verfahren an, was die SPÖ vorerst prüfen wolle[veraltet].

## Sonstiges
Gemeinsam mit dem Herausgeber des profil, Christian Rainer, berichtete Gernot Bauer am 3. Oktober von Drohungen durch: „nicht wie üblich von anonymen, meistens rechtsradikalen und linksradikalen, sondern von dem was man gestandene SPÖ-Wähler nennt die uns richtig bedroht haben.“
Bauer und Thalhammer wurden Mitte Oktober 2017 darauf aufmerksam gemacht, dass sie beschattet würden. Das Wiener Landesamt für Verfassungsschutz verfolgt Hinweise auf eine israelische Security-Firma.
Eine am 4. und 5. Oktober 2017 vom OGM-Institut durchgeführte Studie ergab ein „All-Time-Low“ beim Vertrauen gegenüber der Politik allgemein als auch gegenüber Politikern. Einer im Jänner 2018 vom Meinungsforschungsinstitut IMAS veröffentlichten Studie zufolge, sind sich drei Fünftel der Österreicher „einigermaßen sicher“, dass Fake News im Zusammenhang mit dem Dirty Campaigning den Wahlausgang beeinflusst haben. Für 59 Prozent stellen Fake News eine Bedrohung für die Gesellschaft dar. Der Weltwoche nach mündete die Affäre „in einen Erdrutschsieg von ÖVP und FPÖ.“ Der Jüdischen Allgemeinen nach kostete die Silberstein-Affäre der SPÖ ziemlich viele Stimmen, und Kurz verhalf sie mit zum Wahlsieg.